# Bul'var Rokossovskogo (anello centrale di Mosca)
Bul'var Rokossovskogo (in russo Бульвар Рокоссовского?) è una stazione dell'anello centrale di Mosca inaugurata nel 2016. La fermata serve il quartiere di Bogorodskoe nel distretto amministrativo orientale della capitale russa. La stazione funge da interscambio con la linea 1 della metropolitana attraverso la stazione omonima, che dista circa 250 metri.
Nel 2017, la stazione era mediamente frequentata da 15.000 passeggeri al giorno.

## Galleria d'immagini

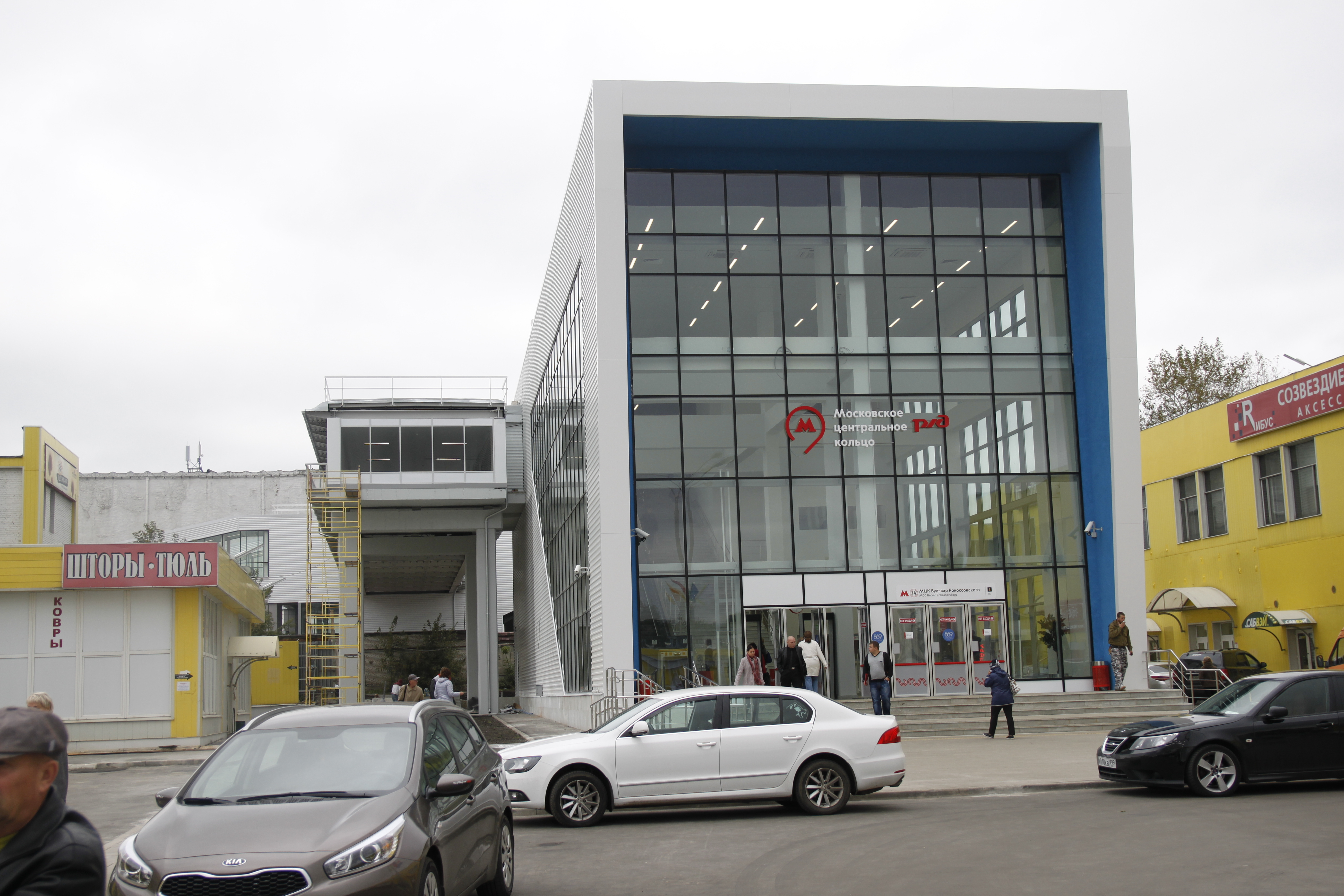
L'ingresso della stazione
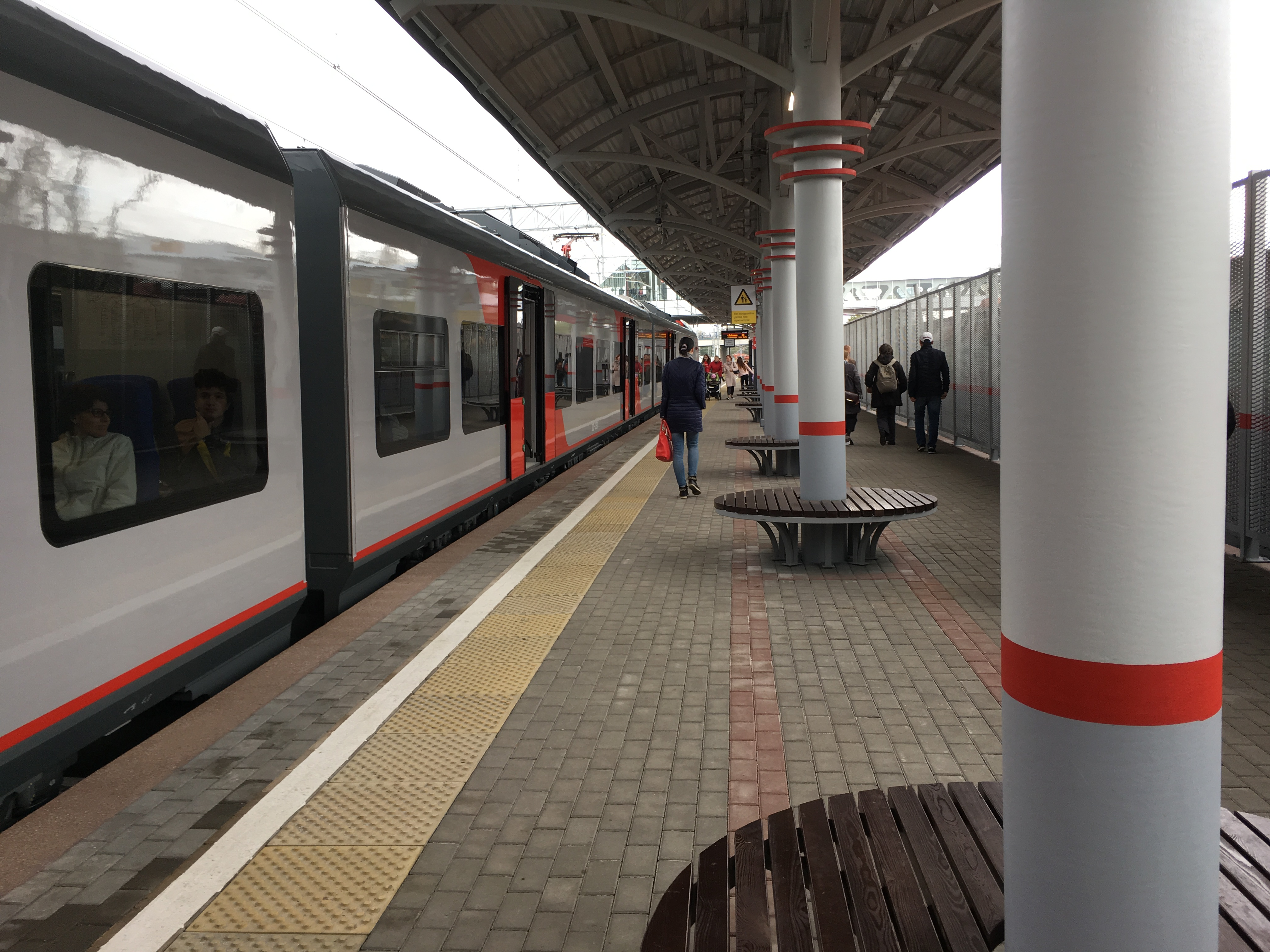
Vista dei binari